# Lilium floridum
Lilium floridum é uma espécie de planta com flor, pertencente à família Liliaceae.
A planta é endêmica nas províncias de Liaoning na República Popular da China. Floresce a altitudes entre 200-400 metros.
Ainda pouco estudada a planta é semelhante morfologicamente com Lilium leichtlinii var. maximowiczii e Lilium amabile.